# Ptilope turvert
Ptilinopus viridis
Espèce
Statut de conservation UICN

 LC  : Préoccupation mineure
Le Ptilope turvert (Ptilinopus viridis) ou Ptilope à poitrine rouge, est une espèce d’oiseaux de la famille des Columbidae.

## Description
Cet oiseau mesure de 18 à 21 cm de longueur pour une masse d'environ 100 g. Son dimorphisme sexuel est très faible.
Le front, l'avant de la calotte, la face et le menton sont gris bleuté. Une tache pourpre cramoisi occupe le bas de la gorge et le haut de la poitrine. Celle-ci est plus ou moins étendue selon les sous-espèces et un peu plus réduite, voire absente, chez la femelle. Une petite tache gris argenté marque l'épaule tandis que d'autres sont présentes sur les rémiges tertiaires et les scapulaires. La région anale et les sous-caudales sont jaunes. Le reste du plumage est vert. Le bec est vert jaunâtre et les pattes sont rouges.

## Répartition
Cette espèce vit en Indonésie, en Papouasie-Nouvelle-Guinée et sur les îles Salomon.

## Habitat
Elle peuple les forêts primaires et secondaires ainsi que leurs lisières entre 600 et 1 200 m d'altitude.

## Alimentation
Cet oiseau se nourrit dans la canopée, souvent en groupes monospécifiques car il est agressif vis-à-vis des autres espèces.

## Nidification
Le nid est une fragile plateforme construite sur une fourche horizontale. La femelle pond un œuf unique.